# Бридкі лебеді (фільм)
«Бридкі лебеді» — спільний російсько-французький фільм режисера Костянтина Лопушанського, знятий за мотивами однойменної фантастико-філософської повісті братів Стругацьких.

## Сюжет
Фільм починається з того, що письменник Віктор Банев їде в поїзді. За вікном показано ліс, що палає, пожежники гасять вогонь. Провідник поїзда англійською, а потім польською (без субтитрів) пояснює, що поїзд далі не йде. Віктор Банев теж демонструє володіння англійською та польською мовами, потім показано, як він підходить до особняка в сільській місцевості. Двері закриті, але відеокамера стежить за Баневим. Через домофон він польською просить впустити його, двері відчиняються, він входить і на сходах бачить карлика в білому костюмі з рушницею. Це доктор Пільман, який змушує Банева з піднятими руками пояснити (польською) причину візиту. Потім герої переходять на російську мову, і обговорюють проблему міста Ташлінська. Виявляється, Віктор Банев входить до комісії ООН щодо Ташлінська, але справжня причина — він хоче пробратися в місто, яке закрите для відвідувань, щоб вивезти звідти свою дочку.
Потім Банев зустрічається в аеропорту з колишньою дружиною і її новим чоловіком. Та дає йому ключі від квартири в Ташлінську, яку просить оглянути і пояснює, що бажала їхній дочці добра, коли віддавала ту в дорогий інтернат для геніальних дітей. І ще пояснює, що вона випадково опинилася поза містом, коли відбулися таємничі події і місто було закрите військовими на карантин.
Банев проходить військовий контроль документів, зі скануванням сітківки, і потрапляє на корабель, де зустрічає доктора Голембу і доктора Комова, які є членами комісії ООН. Д-р Големба теж знає, що Банев їде заради дочки. Йде дощ. Вони пливуть повз затоплені будинки, а потім потрапляють на межу якогось «енергетичного бар'єру», встановленого мокрецями. Пейзаж навколо осяяний червоним світлом, це якесь «інфрачервоне випромінювання». З одного боку прохід контролюють військові. З діалогу ясно, що недавно хтось порушив бар'єр. Таємнича фігура в темному балахоні підходить з іншого боку. Големба радить Баневу бути спокійним, не хвилюватися і думати про приємне. Вони сідають на стільці, таємнича фігура в плащі і масці оглядає їх. Потім видно труп, який сидить на одному зі стільців. Мокрець віддаляється, помахом руки запросивши слідувати за ним. Члени комісії сідають в автобус і їдуть у місто.
У місті Ташлінськ порожньо, жителів не видно, на вулицях валяється сміття, безперервно йде дощ і все навколо освітлене червоним світлом. Видно машини міліції. Големба наполягає, щоб Банева поселили не в готелі, а в архіві, який виявляється колишньою бібліотекою. Банев і Големба обідають, потім беруть участь у засіданні комісії, де член комісії Сумак вимагає рішучих дій, щодо мокреців і їхніх вихованців, дітей з інтернату, які є, на його думку, загрозою для сучасної цивілізації. Він називає їх мутантами, але хоче отримати дозвіл на лабораторні дослідження, тому що вони мають виняткові інтелектуальні здібності.
Банева викликає на вулицю хлопчик, Боря Куниця і запрошує прийти в школу-інтернат, де навчається донька Банева. Той погоджується. Потім Банев знайомиться з Діаною, помічницею д-ра Големби. Йому радять перед зустріччю прослухати радіостанцію, організовану дітьми. Банев йде в будинок своєї колишньої дружини. На вулиці сміття, кинуті авто. Його зупиняє патруль міліції, але він показує бейджик з фото (кажучи «у мене є ай-ді») й інтерес до нього зникає, машина їде. Банев заходить у квартиру. Залишає записку, і тут бачить свою дочку. У них відбувається короткий діалог, потім дочка каже йому «а зараз йди, ти ж чуєш мій голос, йди», гіпнотизуючи Банева. Той відвертається і дочка зникає. Банев під дощем повертається в бібліотеку-архів. У ній він слухає радіо, де діти обговорюють філософські питання буття і людського існування. Банев засинає.
Банев йде шкільним коридором. Навколо всі діти одягнені в чорні балахони. Стіни покриті математичними формулами. В аудиторії діти задають Баневу питання про майбутнє, про сенс життя, про те, як можна любити людей, які творять зло. Банев вимовляє монолог про гуманізм. Діти вважають, що світ дорослих мертвий. Банев звинувачує їх в жорстокості і каже, що вони не перші, хто хоче побудувати новий світ на кістках старого. Заходить мокрець, каже, що його звуть Зіновій і він дуже хотів познайомитися з Баневим. Діти вважають, що світ потребує кардинальних змін. Після зустрічі Банев хоче поговорити з дочкою, але вона каже, що зайнята і просить почекати. Банев йде по коридору і бачить, як мокрець говорить на незрозумілій мові, а діти левітують. Потім Банев переконує дочку виїхати з ним, але вона відмовляється. Вона знову гіпнотичним голосом каже Баневу йти, і він іде.
У бібліотеці Банев вечеряє. Приходить Сумак. Він веселий, задоволений собою, він знає про зустріч Банева з дітьми і намагається переконати його, що діти знаходяться під впливом мокреців. Він розповідає, що мокреці хворі генетичною хворобою, у них випадає волосся, твердне шкіра. Він вважає, що це вже не люди і просить Банева не ставати зрадником людства. Йдучи, він говорить, що Банева шукала Діана.
Діана з Баневим йдуть у якийсь підвал, де знаходять померлого мокреця. Тікаючи від охорони, яка стріляє їм услід, вони відвозять його до місця, яке вказала Діана. Там Діана відкриває замкнені залізні двері, з яких йде яскраве біле світло. Там два мокреці, Діана каже їм, що Банев — «друг». Діана просить забути Банев про те, що бачив і почекати внизу. Потім Банев з Голембою приходять в напівзатоплене кафе, відкрите паном Квадригіним. Банев показує Голембі компакт-диск, де записані слова його дочки. У бібліотеці Банев слухає диск, намагаючись зрозуміти філософські міркування, вимовлені її голосом. Потім засинає й уві сні марить, вимовляючи уривки віршів з 50-го псалма (церковнослов'янською мовою). Пробуджується він від сирени — почалася евакуація міста.
Банев намагається дізнатися, що з дітьми. Големба і Комов через військових намагаються дізнатися, де Діана. З'ясовується, що Діана й діти залишилися в школі. Банев бере автомобіль і їде в школу. Комов каже, що хімічна атака військових, які збираються ліквідувати кліматичну аномалію над містом, знищить все живе. Големба повідомляє Баневу по рації, що врятуватися можна тільки при повній герметизації притулку. Банев приїжджає в школу, там мокреці і діти. Він переконує мокреців не жертвувати дітьми. Його слова впливають на мокреців, дітей переводять у притулок. Хімічна атака почалася. У притулку душно, немає повітря, але Банев не дозволяє увімкнути фільтри. Дочка просить його прочитати вірші. Банев читає вірші Б. Пастернака «У глибині лісового логу».
Банев йде по коридору психлікарні. Військові в халатах лікарів пропускають його до дочки. Вона погано виглядає, відповідає тільки за командою санітарок, але згадує, як батько читав вірші в підвалі. Санітарки підказують дівчинці, про що говорити, просять згадати шоу по телевізору, заспівати пісеньку. Дівчинка каже, що їх вчать, що треба бути як всі, любити те, що подобається всім. Санітарки кажуть, що вона йде на поправку, одужує. Банев виявляє на її руках сліди від уколів. У люті Банев йде до головлікаря скаржитися, бачить у кабінеті дитячі черепи і людські ембріони в банках. Його хапає охорона, але йому все ж вдається поговорити з лікарем. Той пояснює, що незважаючи на лікування, діти чахнуть, як квіти без сонця. Потім йому дозволяють пройти в палату до дочки. Там вони сидять мовчки, дочка проводить долонею по запітнілому склу, і стає видно зорі.

## В ролях
| Актор              | Роль             |
| ------------------ | ---------------- |
| Григорій Гладій    | Віктор Банев     |
| Леонід Мозговий    | Айзек Големба    |
| Олексій Кортнєв    | Павло Сумак      |
| Римма Саркісян     | Іра Банева       |
| Лаура Піцхелаурі   | Діана            |
| Сергій Барковський | Геннадій Комов   |
| Діма Ісполатов     | Боря Куниця      |
| Ольга Самошина     | Людмила          |
| Андрій Шимко       | Чоловік Людмили  |
| Олексій Інгелевич  | Валентин Пільман |
| Віктор Михайлов    | Мокрець Зіновій  |
| Юрій Орлов         |                  |
| Ірина Основіна     | Одна з санітарок |

## Покази
- Російська кінофестивальна прем'єра фільму відбулася 11 червня 2006 року в конкурсній програмі 17 ОРКФ «Кінотавр».
- Фільм вийшов в обмежений прокат 19 жовтня 2006 року.
- На телебаченні РФ фільм був показаний в ніч на 5 квітня 2008 року на Першому каналі, а також в кінці травня — на початку червня 2012 року.

## Факти
- У фільмі використовуються імена й назви не лише з повісті «Бридкі лебеді», але й з інших творів Стругацьких: Ташлінськ («Обтяжені злом, або Сорок років по тому» і «Диявол серед людей»), Геннадій Комов («Полудень, XXII століття»), Валентин Пільман («Пікнік на узбіччі») та інші.
- Імена героїв твору Стругацьких обрусіли: Ірма стала Ірою, Лола — Людою, Бол Кунац — Борею Куницею, Квадрига — Квадригіним тощо.
- Віктор Банев у фільмі читає вірш Бориса Пастернака «У глибині лісового логу». Перший чотиривірш цього вірша було використано Стругацькими як епіграф до повісті «Равлик на схилі».